# Tristan i Izolda (legenda)

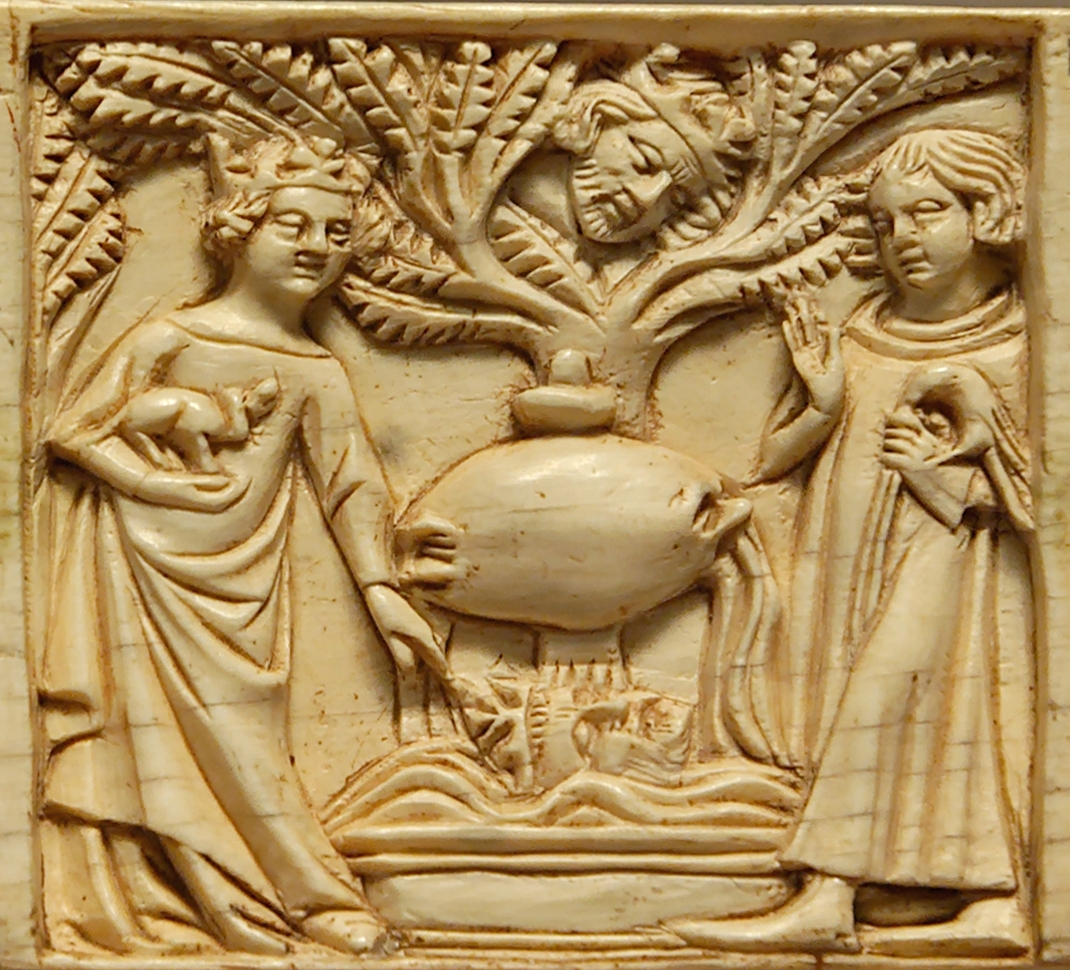

Tristan i Izolda – bohaterowie legendy celtyckiej, związanej z opowieściami z cyklu arturiańskiego. Jej najstarsze pisemne wersje pochodzą z XII wieku, a sama legenda stała się inspiracją dla wielu średniowiecznych utworów literatury europejskiej. W najpełniejszej postaci została zrekonstruowana w 1900 roku przez Josepha Bédiera (Dzieje Tristana i Izoldy). Na podstawie legendy powstał również w 1859 roku dramat muzyczny Richarda Wagnera Tristan i Izolda. Poemat Tristram of Lyonesse na jej motywach napisał angielski poeta i dramaturg Algernon Charles Swinburne.
Legenda ta opowiada o tragicznej i niespełnionej miłości rycerza Tristana i irlandzkiej księżniczki Izoldy Jasnowłosej. W opowieści występuje także król Kornwalii Marek – mąż Izoldy oraz Izolda o Białych Dłoniach – żona Tristana.